# 사다코 2
《사다코 2》(貞子3D2)는 2013년 공개된 일본의 공포 영화이다.

## 출연

### 주연
- 타키모토 미오리
- 세토 코지

### 조연
- 히라사와 코코로
- 이시하라 사토미
- 오오사와 이츠미
- 오오니시 타케시
- 야마모토 유스케
- 타야마 료세이
- 키쿠치 마이

## 기타
- 원작자: 스즈키 코지
- 프로듀서: 고바야시 쇼
- 프로듀서: 이마야스 레이코
- 프로듀서: 사토 미츠루
- 프로듀서: 타케이 테츠
- 조명: 와다 유지
- 스크립터: 아카자와 타마키
- 조감독: 야마모토 히데유키
- 녹음: 카쿠 아키히코
- 음향효과: 시바사키 켄지
- 주제가: 동방신기
- 미술: 나카야마 신
- 시각효과: 오기시마 히데아키
- 의상: 미야모토 마사에